# Серов, Василий Васильевич (библиотековед)
Василий Васильевич Серов (4 сентября 1931, Ряссы, Рязанская область, РСФСР, СССР — 6 марта 2000, Москва, СССР) — выдающиеся советский и российский библиотековед, деятель культуры, организатор библиотечного строительства и преподаватель, доктор педагогических наук (1982), профессор (1991).

## Биография
Родился 4 сентября 1931 года в Ряссах. В 1948 году поступил на библиотечный факультет МГБИ, который он окончил в 1953 году и тут же поступил на аспирантуру там же, которую он окончил в 1956 году. В 1956 году был принят на работу в Рязанскую ОНБ, где был избран на должность заместителя директора и проработал вплоть до 1958 года. В 1958 году вернулся в МГИК, где был избран на должность декана библиотечного факультета и проработал вплоть до 1964 года. В 1961 году был избран на должность советника по культуре посольства СССР в ДРВ, С 1964 по 1968 год был избран на должность начальника Управления библиотек Министерства культуры РСФСР, а с 1968 по 1983 год работал в должности начальника управления по делам библиотек Министерства культуры СССР. В 1983 году был назначен на должность заместителя министра культуры РСФСР, данную должность он занимал вплоть до 1992 года, оставаясь при этом преподавателем МГИКа. В 1992 году был избран на должность профессора кафедры библиотековедения там же. Разработал ряд курсов по библиотековедению, среди которых — «Библиотековедение» (для Московского библиотечного техникума), «Организация работы советской библиотеки».
Скончался 6 марта 2000 года в Москве.

## Научные работы
Основные научные работы посвящены созданию в СССР и РФ единой системы библиотек. Автор свыше 120 научных работ, многие из которых вышли за рубежом.
- Занимался идеологией централизации библиотечного дела, осуществлённой при его участии в 1970-х годах.